# Tlapehuala
Tlapehuala är en ort i Mexiko.   Den ligger i kommunen Tlapehuala och delstaten Guerrero, i den södra delen av landet, 200 km sydväst om huvudstaden Mexico City. Tlapehuala ligger 281 meter över havet och antalet invånare är 8 651.
Terrängen runt Tlapehuala är varierad. Runt Tlapehuala är det ganska glesbefolkat, med 48 invånare per kvadratkilometer. Närmaste större samhälle är Ciudad Altamirano, 19,0 km nordväst om Tlapehuala. I omgivningarna runt Tlapehuala växer huvudsakligen savannskog.